# Rhene daitarensis
Rhene daitarensis är en spindelart som beskrevs av Prószynski 1992. Rhene daitarensis ingår i släktet Rhene och familjen hoppspindlar. Inga underarter finns listade i Catalogue of Life.